# Dichiarazione congiunta sulla dottrina della giustificazione

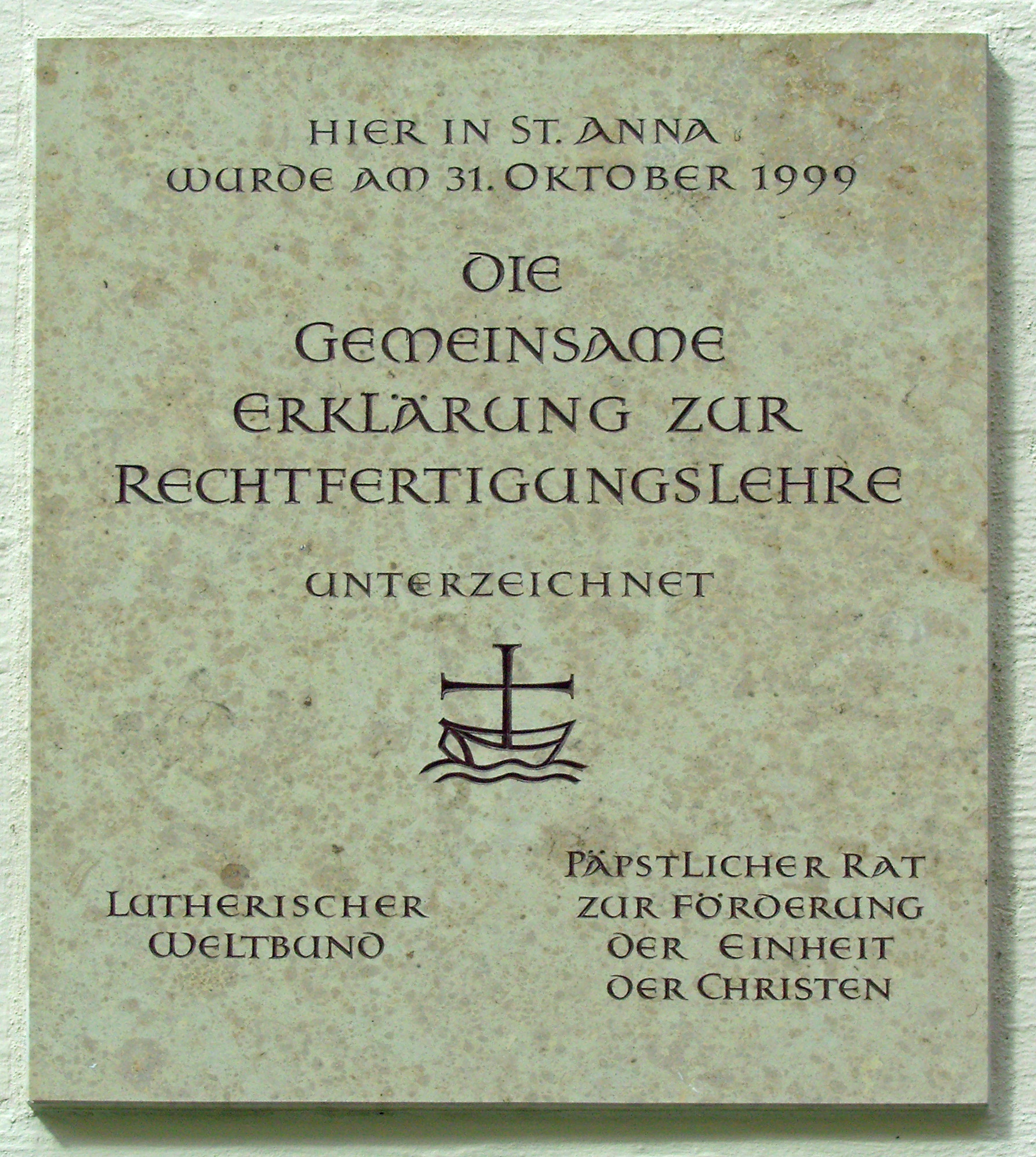
Targa commemorativa della Dichiarazione Congiunta nella Chiesa di Sant'Anna ad Augusta

La Dichiarazione congiunta sulla dottrina della giustificazione, abbreviata come JDDJ, è un documento redatto e siglato nel 1999 dal Pontificio Consiglio per la Promozione dell'Unità dei Cristiani (PCPUC) della Chiesa cattolica e dalla Federazione luterana mondiale, nel contesto del dialogo ecumenico fra le due confessioni religiose. Essa afferma che le due religioni possiedono "una comprensione comune della nostra giustificazione per grazia di Dio attraverso la fede in Cristo".
Il testo fu una creatura dell'allora neoeletto segretario PCPUC Walter Kasper sulla natura della giustificazione per tentare di attutire le controversie che erano state alla base della Riforma protestante. Tuttavia il testo non ha alcuna autorità magisteriale e fu corretto dalla Congregazione per la dottrina della fede (redattore Joseph Ratzinger), in quanto non rientra tra le facoltà della PCPUC dichiarare la non applicazione di misure sancite da organi di autorità magisteriale, quale è un Concilio. Le parti firmatarie infatti avevano riconosciuto che non si applicherebbero le seguenti scomuniche:
- del Concilio di Trento, relativamente alla dottrina luterana sulla giustificazione esposta nel testo;
- le condanne del Liber Concordiae, relativamente alla dottrina cattolica sulla giustificazione esposta nel testo.

## Ricezione
Non tutto il mondo luterano diede il proprio sostegno alla dichiarazione, che fu approvata con 35 voti contrari, che includevano quelli del Consiglio luterano internazionale. La Conferenza evangelica luterana confessionale arrivò a dichiarare: «la JDDJ [...] dovrebbe essere ripudiata da tutti i luterani».
Alcuni cattolici obbiettarono che i firmatari della controparte luterana non potevano rappresentare l'intera Federazione luterana mondiale, non essendo chiese a pieno titolo. Tuttavia, l'ultimo paragrafo dell'allegato al documento congiunto risolve tale questione.
La PCPUC e la Congregazione per la Dottrina della Fede pubblicarono un chiarimento dottrinale sui contenuti della Dichiarazione, in merito alla non-conformità del documento al Magistero del concilio tridentino.
Il 17 luglio 2006 il Consiglio Metodista Mondiale, riunitosi a Seul, ratificò il documento all'unanimità.
Il 5 luglio 2017 la Comunione Mondiale delle Chiese Riformate -che rappresenta 80 milioni di membri delle chiese congregazionaliste, presbiteriane, riformate, unite e valdesi– sottoscrisse il documento.
Nel 1986 la Commissione Internazionale Anglicana-Cattolica Romana aveva prodotto un documento dal titolo "La salvezza e la Chiesa" nel quale le due confessioni concordavano sugli aspetti salienti della dottrina della salvezza e sul relativo ruolo della comunità ecclesiale. Sulla base di tale testo, la Risoluzione 16.17 del Consiglio consultivo anglicano, approvata nella Chiesa di Sant'Anna ad Augusta, dichiarò che di accogliere "con favore" e di affermare "la sostanza della Dichiarazione congiunta sulla dottrina della giustificazione (JDDJ), sottoscritta dai luterani e dai cattolici romani nel 1999".